# José María
José María (förkortas José Mª) är ett spanskt namn, främst använt som ett förnamn för herrar, bestående av namnen José, den spanska varianten av Josef (hebreiska: יוֹסֵף Yosef), samt María, från namnet Maria (arameiska: Mariam; hebreiska: Mirjam; arabiska: Maryam). Namnet José María är en kombination av Jesus föräldrar, Josef från Nasaret och Jungfru Maria.
I portugisiska namn används främst varianten José Maria, där man ej använder accentmarkering i namnet Maria.

## Personer
Lista över personer med namnet José María. Notera att vissa personer skriver namnet med eller utan accent, samt med sammansatta namn.
- José María Achá, boliviansk politiker, president 1861–1864, född 1810
- José María Aznar, spansk politiker, f.d. premiärminister 1996–2004
- José María Callejón spansk fotbollsspelare, född 1987
- Josemaría Escrivá,  spansk katolsk präst, född 1902 - grundare av Opus Dei
- José María Franco, uruguayansk fotbollsspelare, född 1978
- José María Giménez, uruguayansk fotbollsspelare, född 1995
- José María Gutiérrez (Guti), spansk fotbollsspelare, född 1976
- José María Isaac (José Mari), spansk fotbollsspelare, född 1985
- José María Linares, boliviansk politiker, president 1857–1861
- José María Olazábal, spansk golfspelare, född 1966
- José Maria Rodrigues Alves (Zé Maria), brasiliansk fotbollsspelare, född 1949